# Tarek bin Laden
Tarek bin Mohammed bin 'Awad bin Laden (1947) é um meio-irmão de Osama bin Laden e membro notório da comunidade empresarial da Arábia Saudita.

## Afiliações atuais
- Tarik Bin Ladin Trading & Contracting Est, Jeddah.
- Tarik Trading Company, Jeddah.
- Tarik Bin Ladin Tiles & Ceramic Showroom, Jeddah.
- Tarik Bin Ladin Hospital & Clinic, Jeddah.